# Premières Armes (film)
Pour plus de détails, voir Fiche technique et Distribution.
Premières Armes (ou Les Premières Armes), est un film français réalisé en 1949 par René Wheeler, sorti en 1950.

## Synopsis
René et Josito, deux adolescents, sont confrontés à la dure préparation au métier de jockey dans l'écurie de course dirigée par Émile Lafarge, aux manières aristocrates, et ou travaille aussi son frère Victor, rustre palefrenier méprisé de tous. Josito est un fier garçon d'origine espagnole, fils d'un épicier, tandis que René, nouvel arrivant un peu trop précieux, semble s'être trompé de milieu et subit les brimades des autres garçons. 
René et Josito se lient d'une amitié qui pourrait porter à confusion et pour laquelle ils subissent les railleries des autres apprentis jockey. Victor éprouve un sentiment trouble envers les adolescents qu'il commande et a du mal à cacher sa jalousie dans la relation entre René et Joselito. Il est l'objet d'accès de colère et voudrait tout à la fois être respecté et aimé. L'ambiance dans le centre équestre où les lads sont exploités et rudoyés est délétère.

## Fiche technique
- Titre : Premières Armes
- Réalisation : René Wheeler
- Scénario et dialogues : René Wheeler
- Photographie : Henri Franchi
- Musique : René Cloërec
- Décors : Henri Schmitt
- Société de production : Cady Films
- Distribution : Armor Films
- Pays d'origine :  France
- Format : Noir et blanc - 1,37:1 - 35 mm - Son mono
- Genre : Drame
- Durée : 87 minutes
- Date de sortie : 
  - France : 3 août 1950
- Affiche : René Péron (France)

## Distribution
- Paul Frankeur : Victor, frère d'Émile, palefrenier
- Julien Carette : Simon
- Guy Decomble : Émile
- Michèle Alfa : Yvonne
- Jean Cordier : René
- Albert Plantier : Josito
- Serge Grave :
- Henri Poupon : le Père Lafarge, père d'Émile
- Jean Clarieux :

## Appréciation critique
- « La justesse des personnages (celui de Victor étant particulièrement complexe et trouble), la rudesse du dialogue, l'amertume de la leçon proposée, font que cette œuvre s'inscrit dans un certain réalisme à la française »[2]